# アリナーゼ
アリナーゼ（英: Alliinase、EC：4.4.1.4）は、ニンニクやタマネギなどのネギ属（Allium）植物に含まれる酵素群である。アリナーゼはそれらの切り口から特有の匂いを持った揮発性化合物の合成を触媒する。アリナーゼは植物が草食動物から身を守る効果を持つ。アリナーゼは通常、植物の細胞の中に存在するが、草食動物によるダメージを受けると、刺激性の高い生成物の合成を行う。これは動物に対しての抑止力の効果がある。ニンニクをナイフで切ったときにも同じ反応が起こる。
ニンニクでは、アリナーゼはアリインをアリシンに触媒する。
タマネギでは、スルフェン酸からSyn-プロパンチアール-S-オキシドへの反応を触媒する。Syn-プロパンチアール-S-オキシドはタマネギを切ったとき涙が出る原因である。